# 薩克森的克里斯蒂娜 (1505-1549)
薩克森的克里斯蒂娜（德語：Christina von Sachsen，1505年12月25日—1549年4月15日），黑森伯爵夫人，薩克森公爵格奧爾格的女兒。

## 家庭
1523年，克里斯蒂娜與黑森伯爵腓力一世結婚，兩人共有4子5女：
1. 阿格尼絲（1527年—1555年）
2. 安娜（1529年—1591年）
3. 威廉（1532年—1592年）
4. 芭芭拉（1536年—1597年）
5. 路德維希（1537年—1604年）
6. 伊莉莎白（1539年—1582年）
7. 腓力（1541年—1583年）
8. 克莉絲汀（1543年—1604年）
9. 格奧爾格（1547年—1596年）